# Waheed Nadeem
Waheed Ahmad Nadeem, född 2 juni 1989, är en afghansk tidigare fotbollsspelare. Han representerade Afghanistans fotbollslandslag mellan 2009 och 2013 och spelade 13 landskamper (1 mål).